# Bassin de Gouzon
Cet article concerne une petite région naturelle du département de la Creuse. Pour la zone Natura 2000 du même nom, voir Bassin de Gouzon (Natura 2000).
Le bassin de Gouzon est une petite région naturelle française située dans le nord-est du département de la Creuse, autour de la commune de Gouzon.
Petit bassin sédimentaire d'une modeste superficie (environ 80 km2), il se démarque de l'essentiel des entités géographiques voisines par sa topographie plane, la nature de son sol et son bocage au maillage spécifique.
Appartenant historiquement à la Marche, et rattaché ensuite au Limousin, le bassin de Gouzon est aujourd'hui presque entièrement compris dans le périmètre de la communauté de communes Creuse Confluence.

## Géographie

### Localisation
Le bassin de Gouzon est situé dans le quart nord-est du département de la Creuse, à environ 25 km à l'est de Guéret, préfecture du département, et 30 km au sud-ouest de Montluçon, sous-préfecture du département voisin de l'Allier.
Son altitude est assez homogène, comprise entre 370 et 450 m environ, diminuant légèrement vers l'est. Le bassin est drainé par un cours d'eau principal, la Voueize, qui s'écoule du sud vers le nord avant de bifurquer vers l'est à Gouzon. La partie aval de la Goze, son affluent de rive gauche, irrigue également le bassin de Gouzon, de même que la partie amont du Verraux, affluent de la Petite Creuse.
Prenant la forme d'un triangle approximatif, le bassin est délimité au nord par les monts de Toulx-Sainte-Croix à l'est par la vallée de la Tardes, et à l'ouest par un ensemble de collines formant la rive gauche de la Creuse, suivant une crête culminant à 560 m environ dans le secteur d'Ajain.

### Paysages
Le paysage dominant est un celui du bocage, à grande mailles régulières. Différent du semi-bocage dominant ailleurs en Limousin, ce paysage de « brandes » se démarque par son découpage très géométrique, particulièrement significatif dans le secteur de la « brande de Landes », près de Gouzon.
Le paysage bâti du bassin comprend quelques particularités, comme la récurrence des poulaillers de plein champ et des maisons basses construites en argile, avec des toits à forte pente recouverts de tuiles plates.

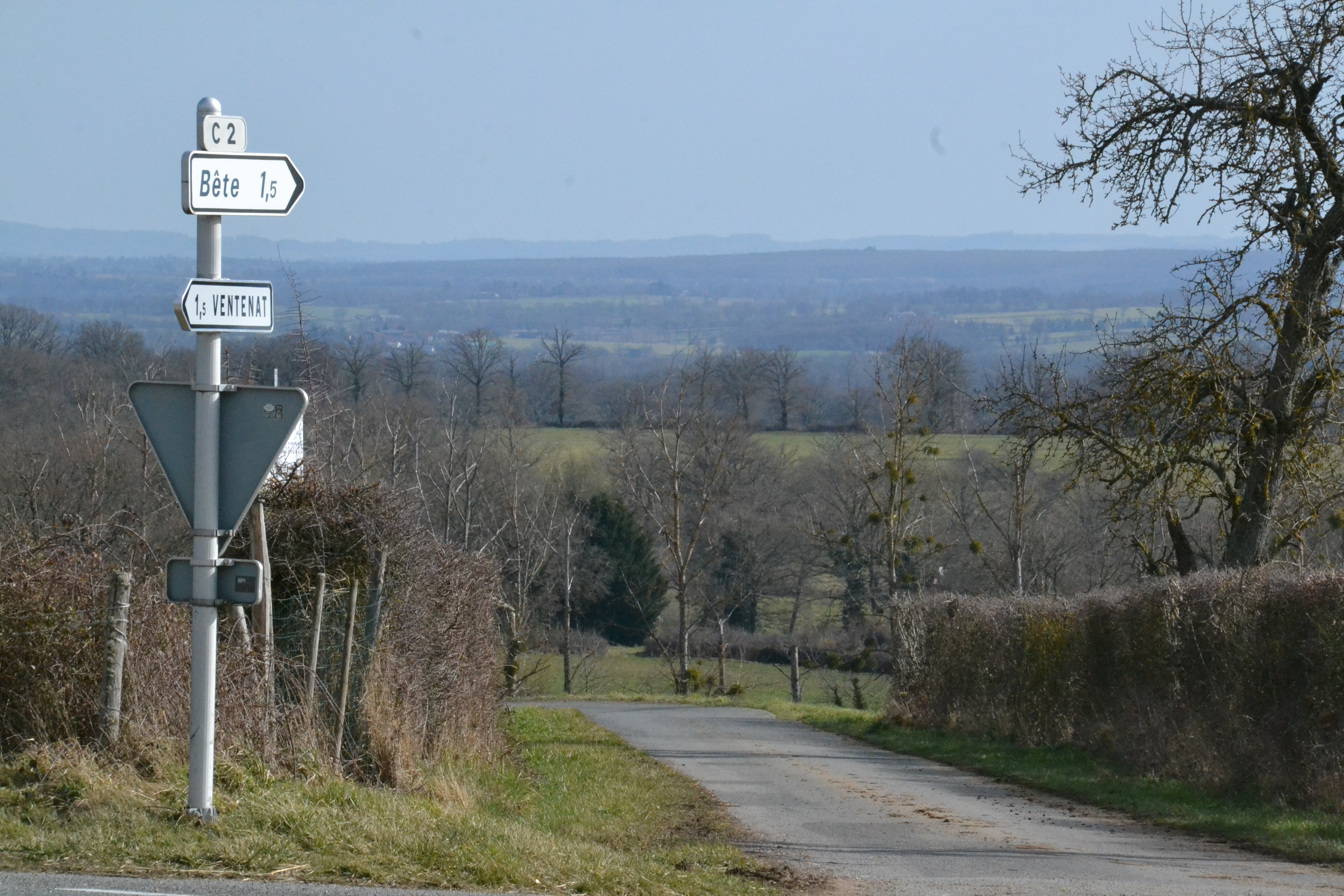
Panorama sur le bassin depuis Trois-Fonds.
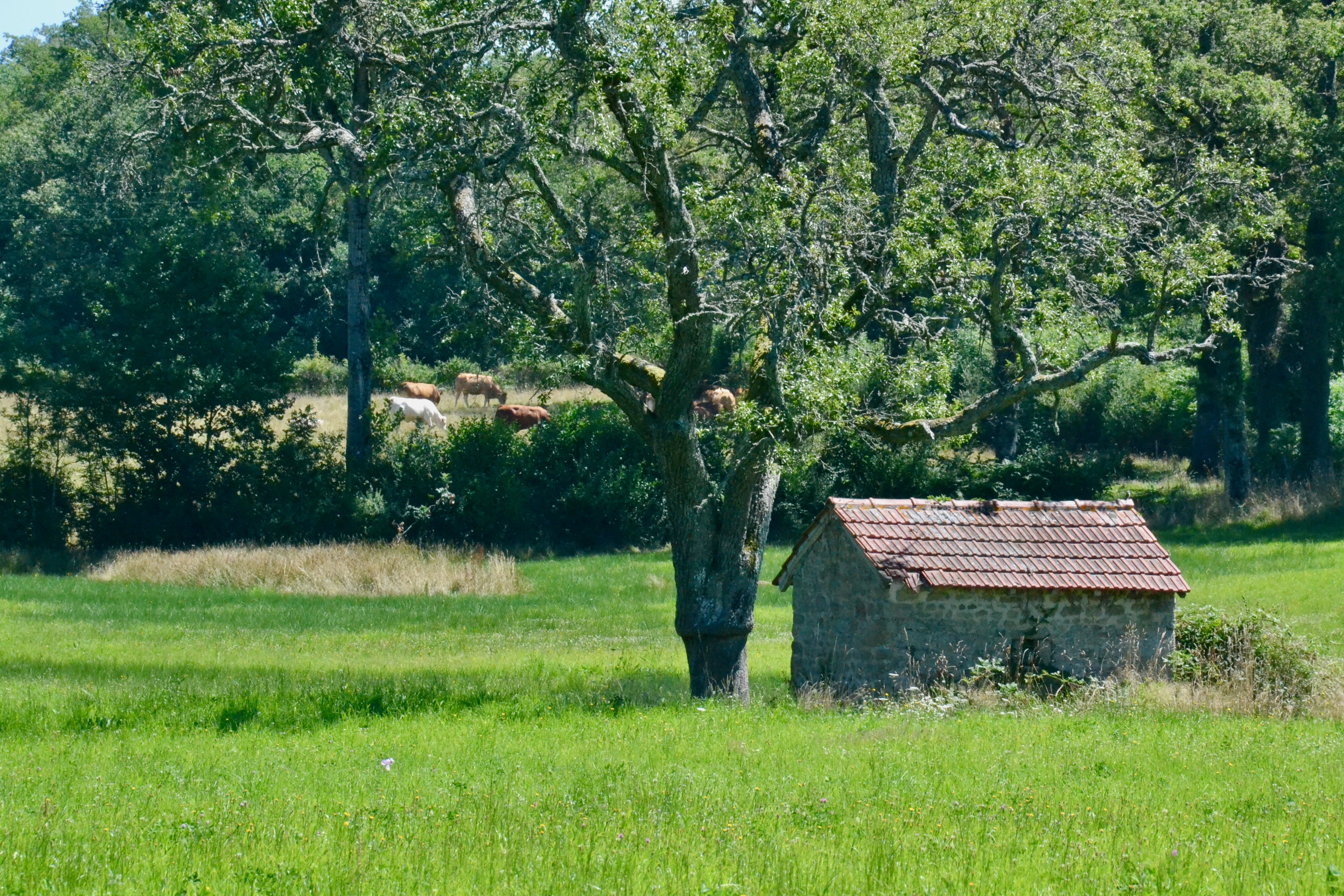
Poulailler de plein champ à Blaudeix.
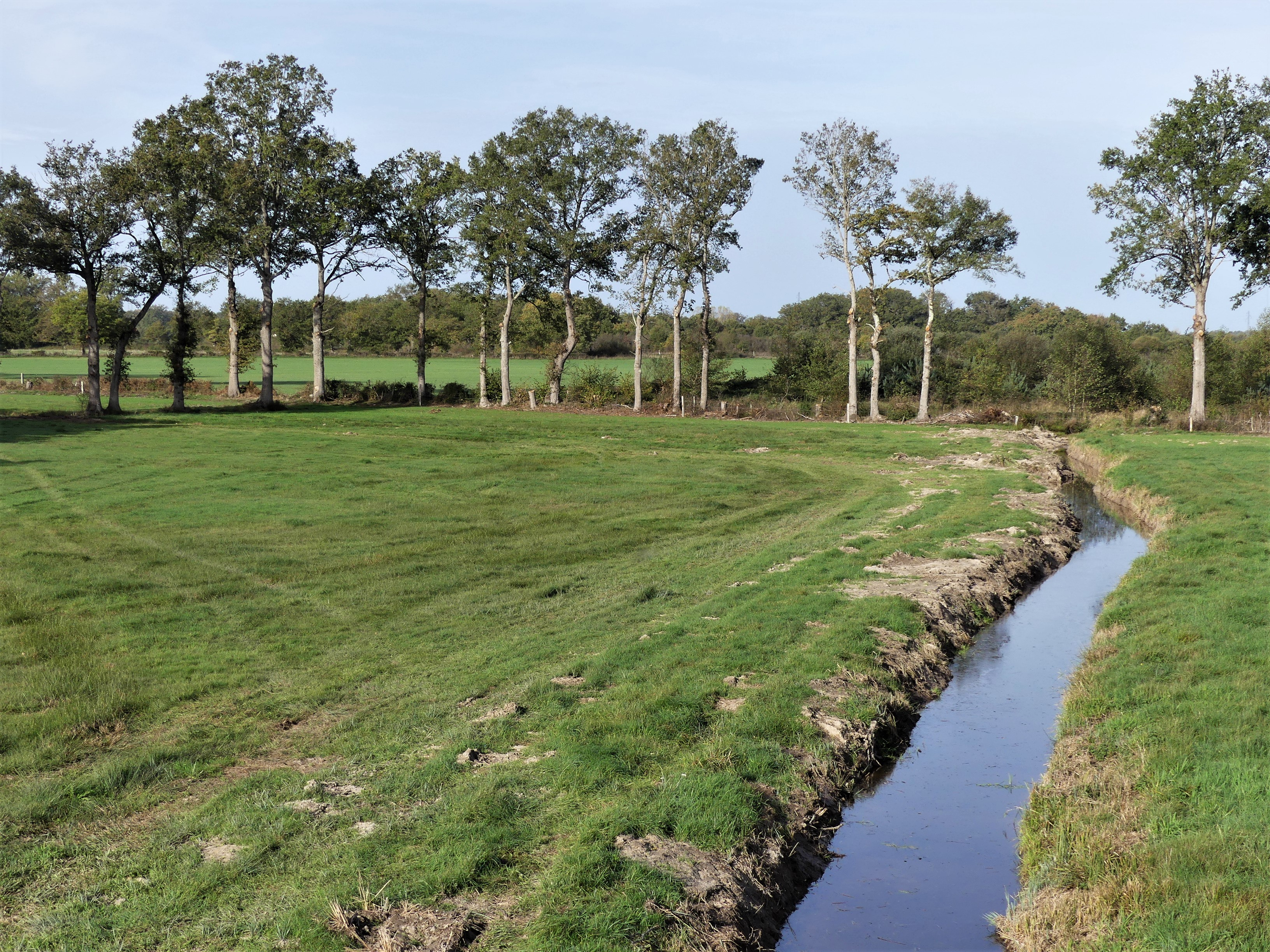
Paysage caractéristique du bassin.
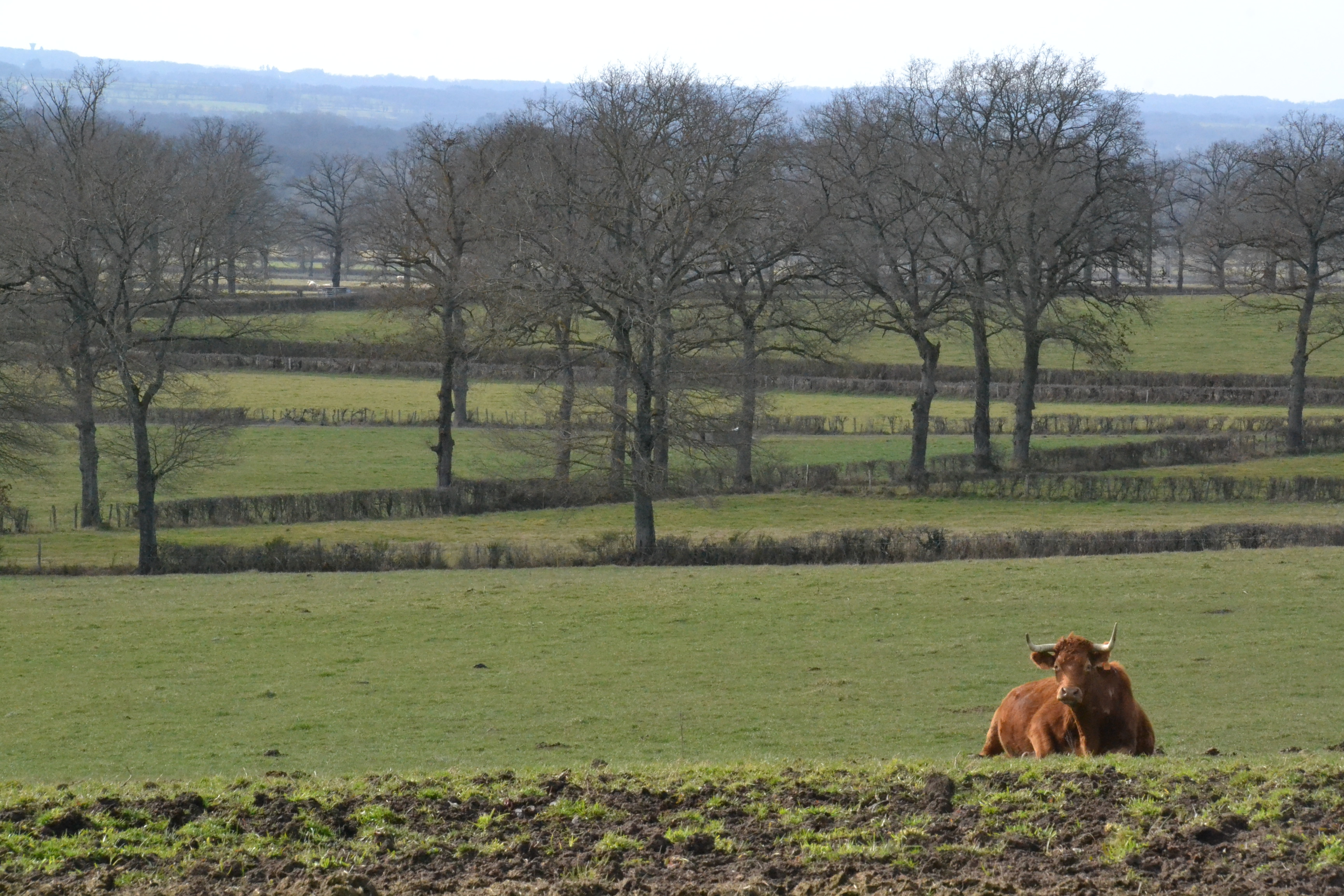
Élevage dans le bocage.
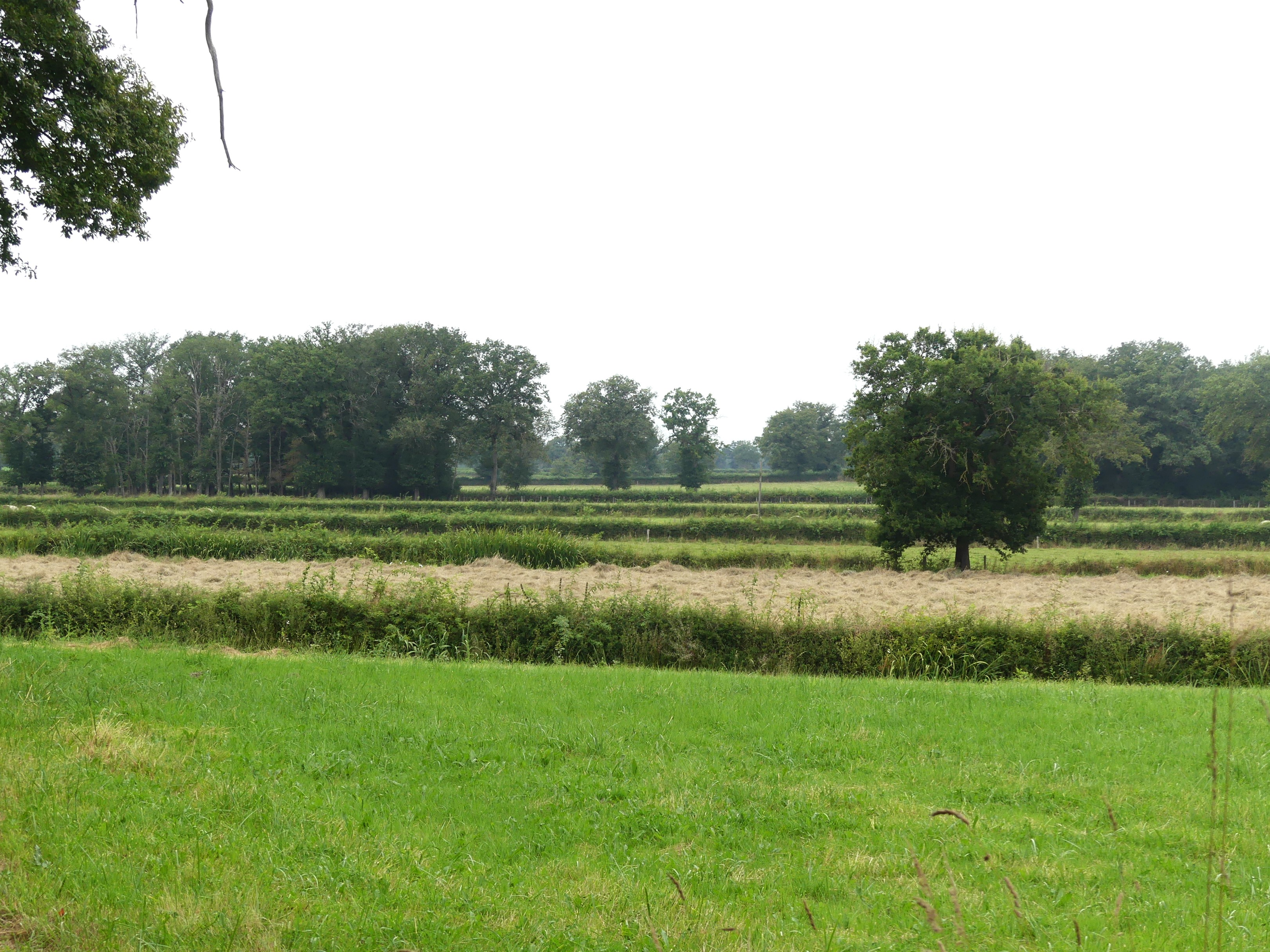
Parcelles géométriques séparées par des haies rectilignes dans la Brande des Landes, à Lussat.

### Communes
Les communes comprises en totalité ou majoritairement dans le périmètre du bassin de Gouzon sont au nombre d'une quinzaine :
- Auge
- Blaudeix
- Bord-Saint-Georges
- La Celle-sous-Gouzon
- Domeyrot
- Gouzon
- Jarnages
- Ladapeyre
- Lussat
- Parsac-Rimondeix
- Pierrefitte
- Saint-Chabrais
- Saint-Dizier-la-Tour
- Saint-Julien-le-Châtel
- Saint-Loup
- Trois-Fonds

## Géologie
Le bassin de Gouzon constitue un fossé d'effondrement en plein massif cristallin, qui résulte d'une subsidence de l'ère tertiaire, encadrée par un réseau de failles, dans laquelle sables, limons et argiles se sont accumulés.
Le sol du bassin de Gouzon, lequel relève d'un affaissement progressivement comblé, est constitué de sables, grès et argiles oligocènes. Les alluvions se sont accumulées dans le bassin durant les périodes froides du Pléistocène ; leur abondance explique l'absence de creusement des cours d'eau dans leur traversée du bassin.

## Économie

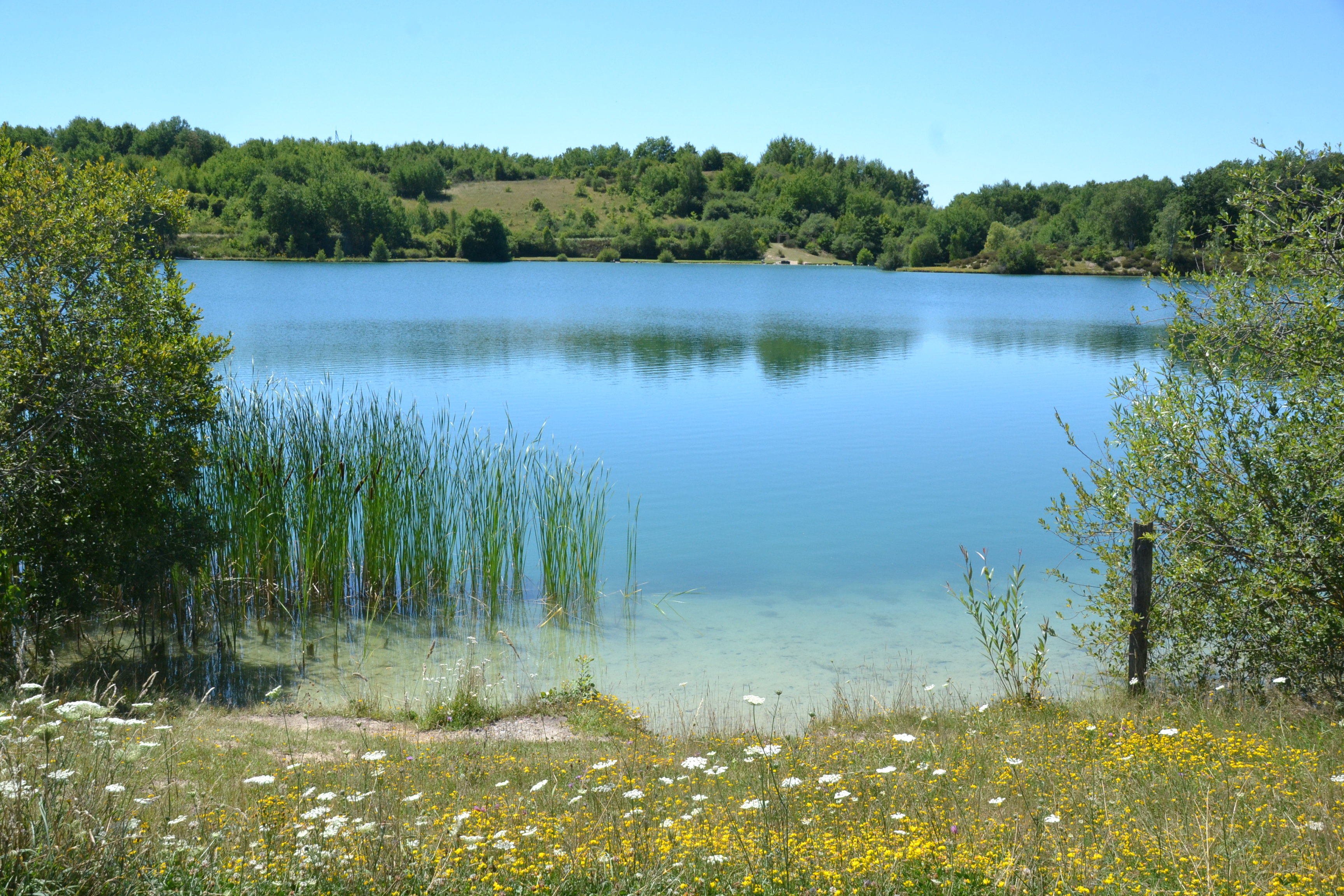
Le plan d'eau des Grands Champs à Gouzon, ancien site d'extraction d'uranium entre 1986 et 1988.

La nature particulière du sol permet au XXe siècle l'exploitation de carrières de sable pour la production de béton. L'extraction d'uranium est également pratiquée près de Gouzon dans les années 1980.
L'agriculture demeure fortement présente dans le paysage du bassin de Gouzon, dominée par l'élevage bovin, partagé entre les races limousine et charolaise, laquelle est fortement présente dans une grande moitié nord-est du département de la Creuse. L'élevage laitier est représenté par l'une des principales laiteries-fromageries du Limousin, celle de la Voueize, à Gouzon.

## Environnement
Parmi les sites naturels remarquables principaux, et bénéficiant de périmètres spécifiques de protection, figurent plusieurs zones humides et une zone boisée :
- la vallée du Verraux, à partir du nord de Parsac, et celles de trois de ses affluents : ruisseau de Fragne (aval de Ladapeyre), ruisseau de l'Étang de Clavérolles (à Blaudeix) et rio Bazet (au nord-ouest de Saint-Silvain-sous-Toulx), classée en zone naturelle d'intérêt écologique, faunistique et floristique (ZNIEFF) de type 2[8] ;
- la partie ouest d'une autre ZNIEFF de type 2, la « vallée de la Voueize à l'amont de Chambon »[9] ; elle inclut une ZNIEFF de type 1 de superficie plus réduite, les « prairies et mares de la Voueize à Lussat »[10] ;
- le bassin versant de l'étang des Landes, autre ZNIEFF de type 2[11] qui s'étend sur 30,52 km2 ; elle inclut intégralement :
  - la réserve naturelle nationale de l'étang des Landes, créée en 2004[12] ;
  - quatre ZNIEFF de type 1 :
    - l'étang des Landes sur 172 hectares, dont le périmètre est identique à celui de la réserve nationale[13],
    - l'étang de la Bastide sur 24 hectares[14],
    - l'étang Tête de Bœuf sur 35 hectares[15],
    - le bois des Landes sur 479 hectares[16] ;

  - deux sites Natura 2000 qui, sur un même périmètre de 740 hectares, intègrent les trois étangs précédents ainsi qu'une grande partie sud-ouest du bois des Landes :
    - au titre de la directive Oiseaux, la zone de protection spéciale (ZPS) « étang des Landes »[17],
    - au titre de la directive Habitats, la zone spéciale de conservation (ZSC) « bassin de Gouzon »[18].
- l'étang Pinaud sur 66 hectares, ZNIEFF de type 1, entre Pierrefitte et Saint-Chabrais[19] ;
- l'étang et les prairies humides de Tiolet sur 95 hectares, à La Celle-sous-Gouzon, autre ZNIEFF de type 1[20].

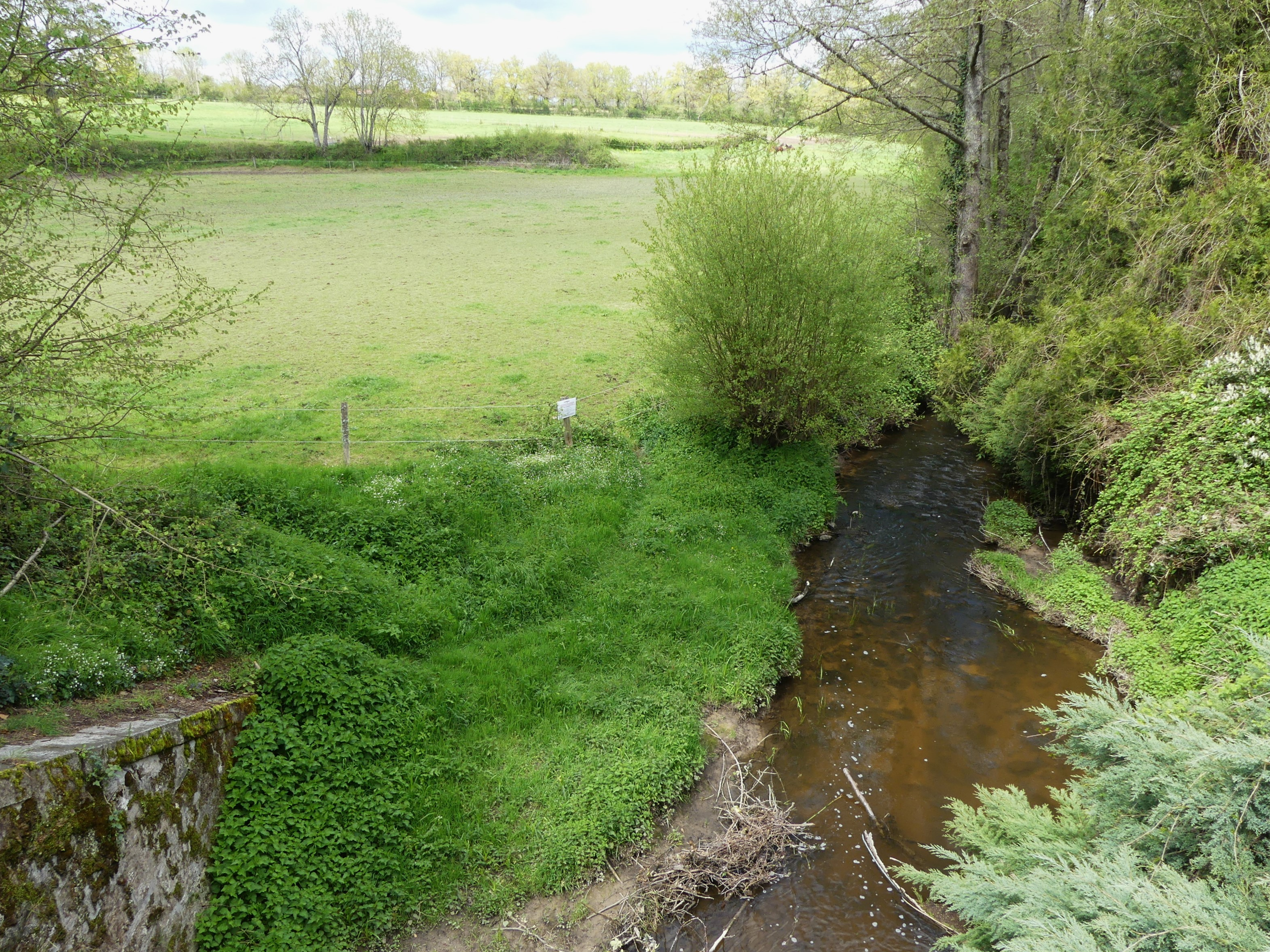
Le Verraux à la Chapelle, à Parsac-Rimondeix. La ZNIEFF commence à cet endroit.
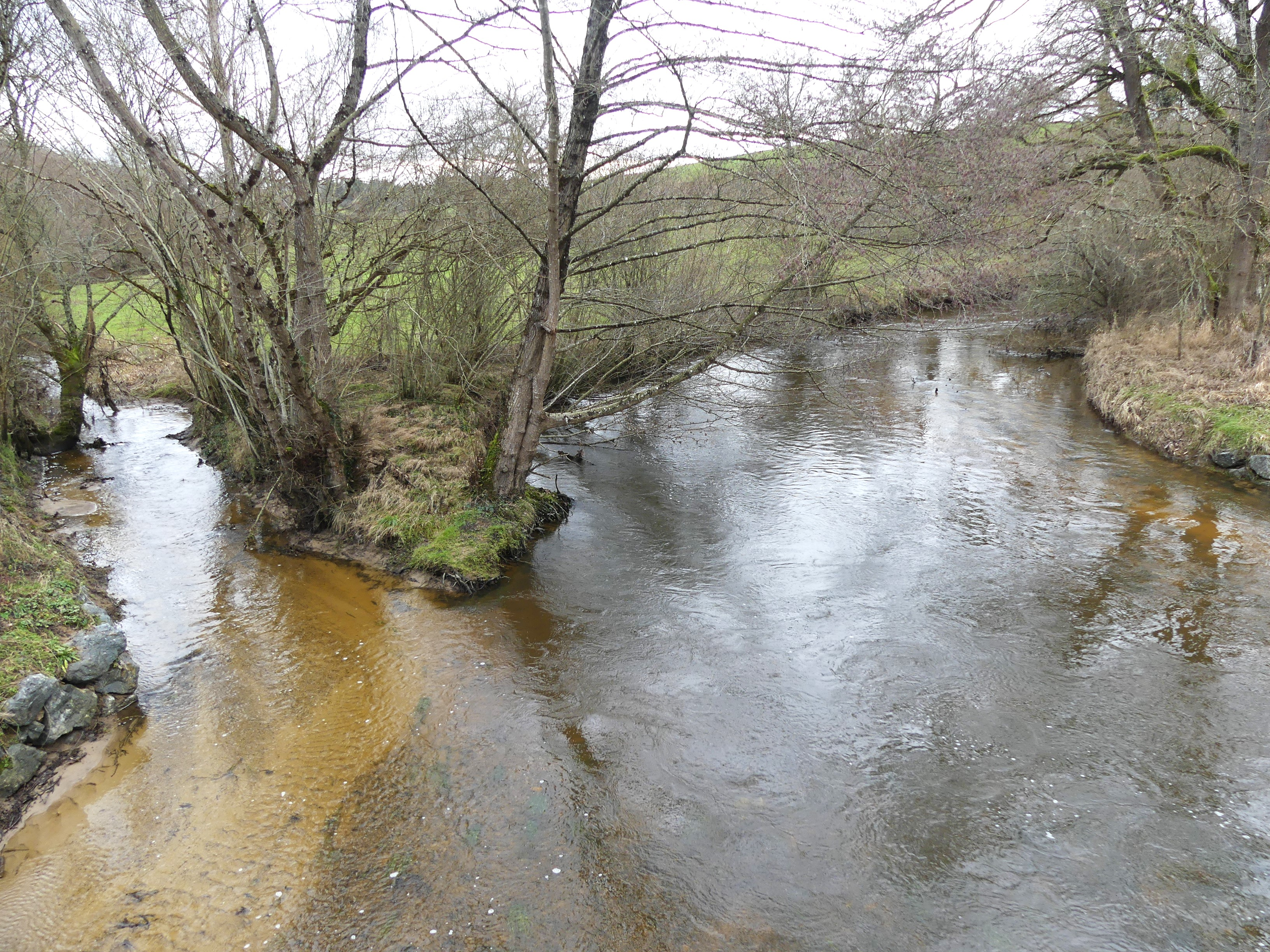
Confluence du ruisseau de l'étang des Landes (à gauche) avec la Voueize au pont Bredeix à Lussat.
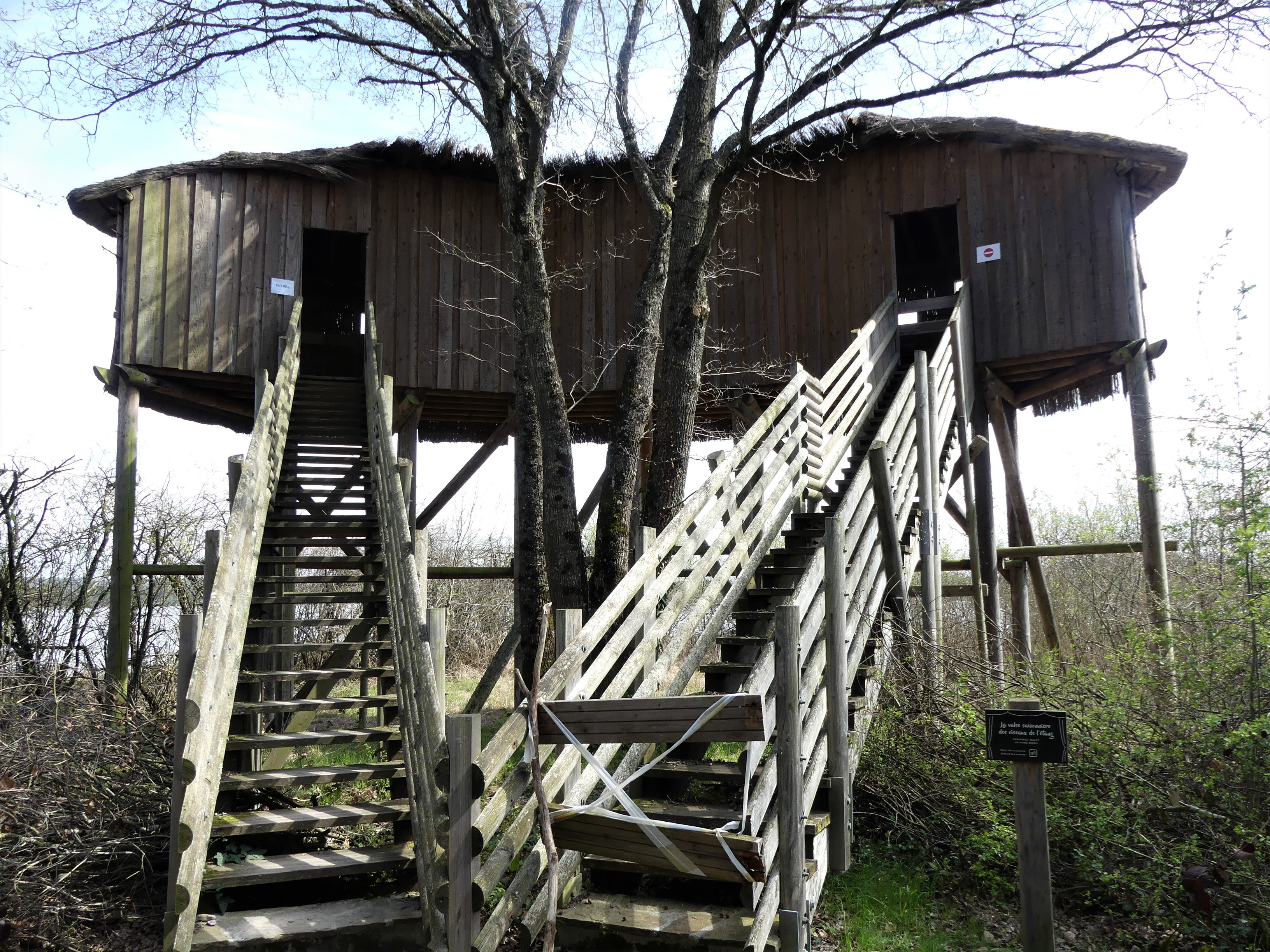
Le « Grand Affût », poste d'observation ornithologique de l'étang des Landes.
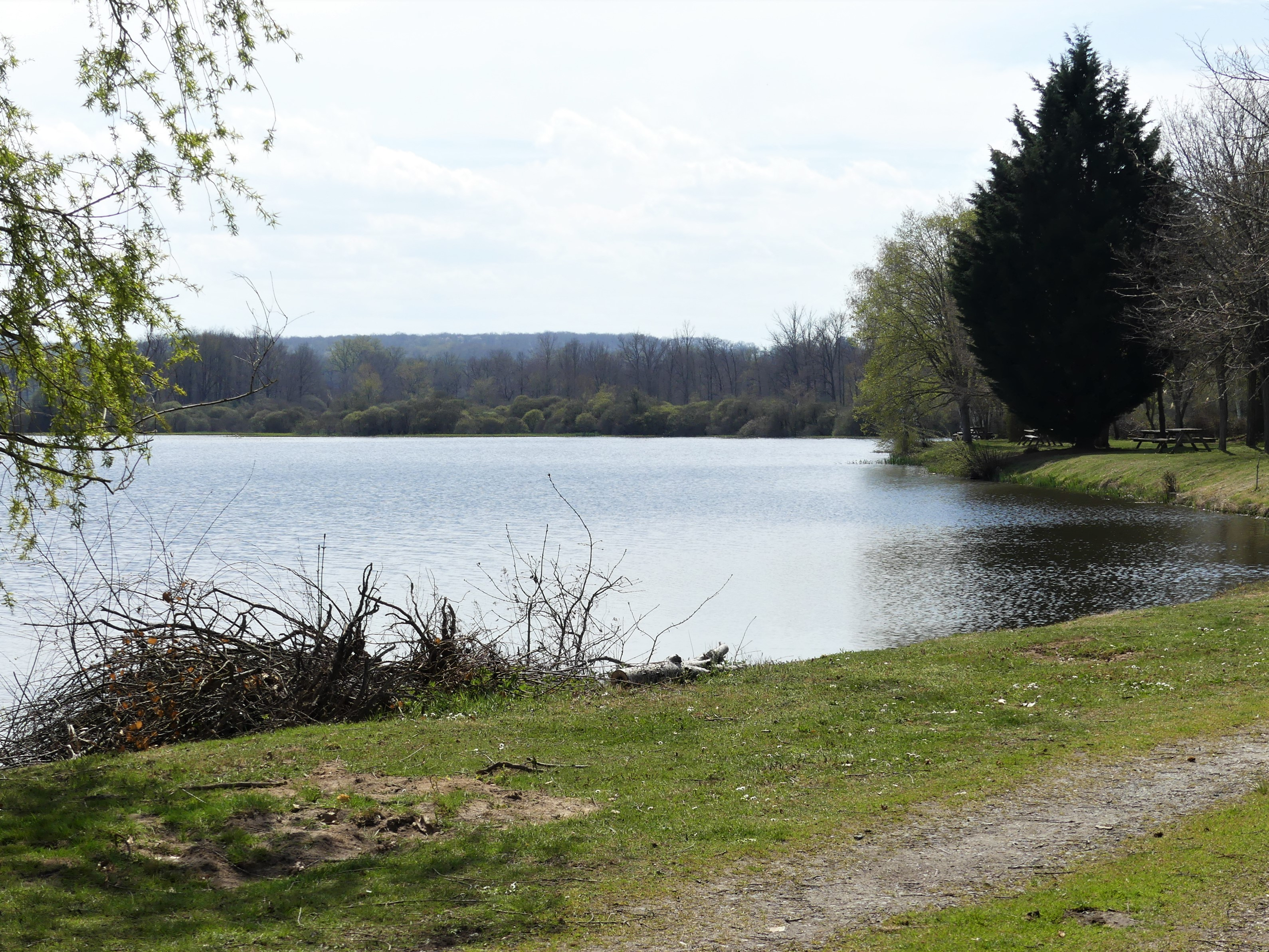
L'étang de la Bastide.
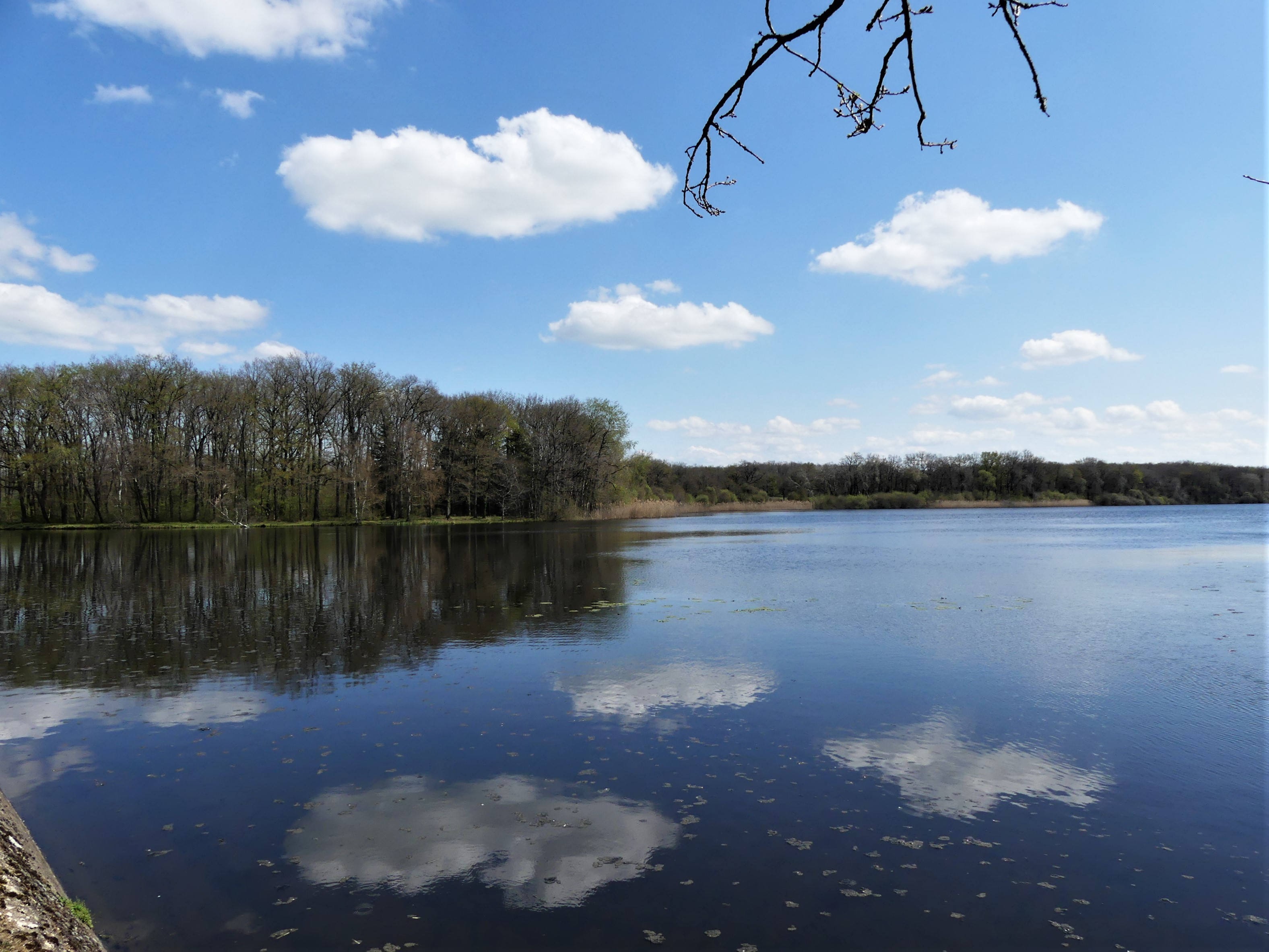
L'étang Tête de Bœuf.
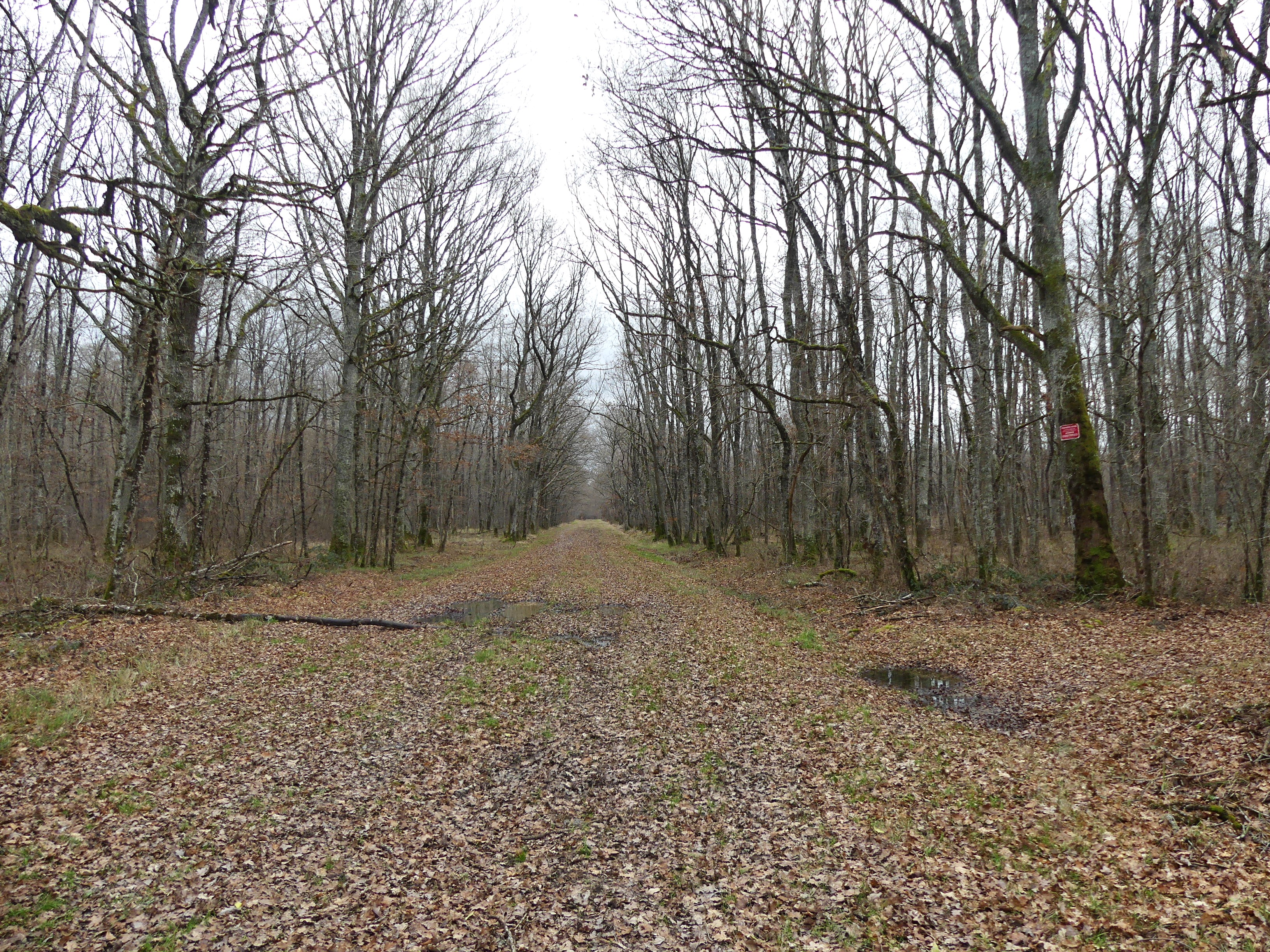
L'extrémité ouest du bois des Landes à Lussat, près de la commune de Gouzon.
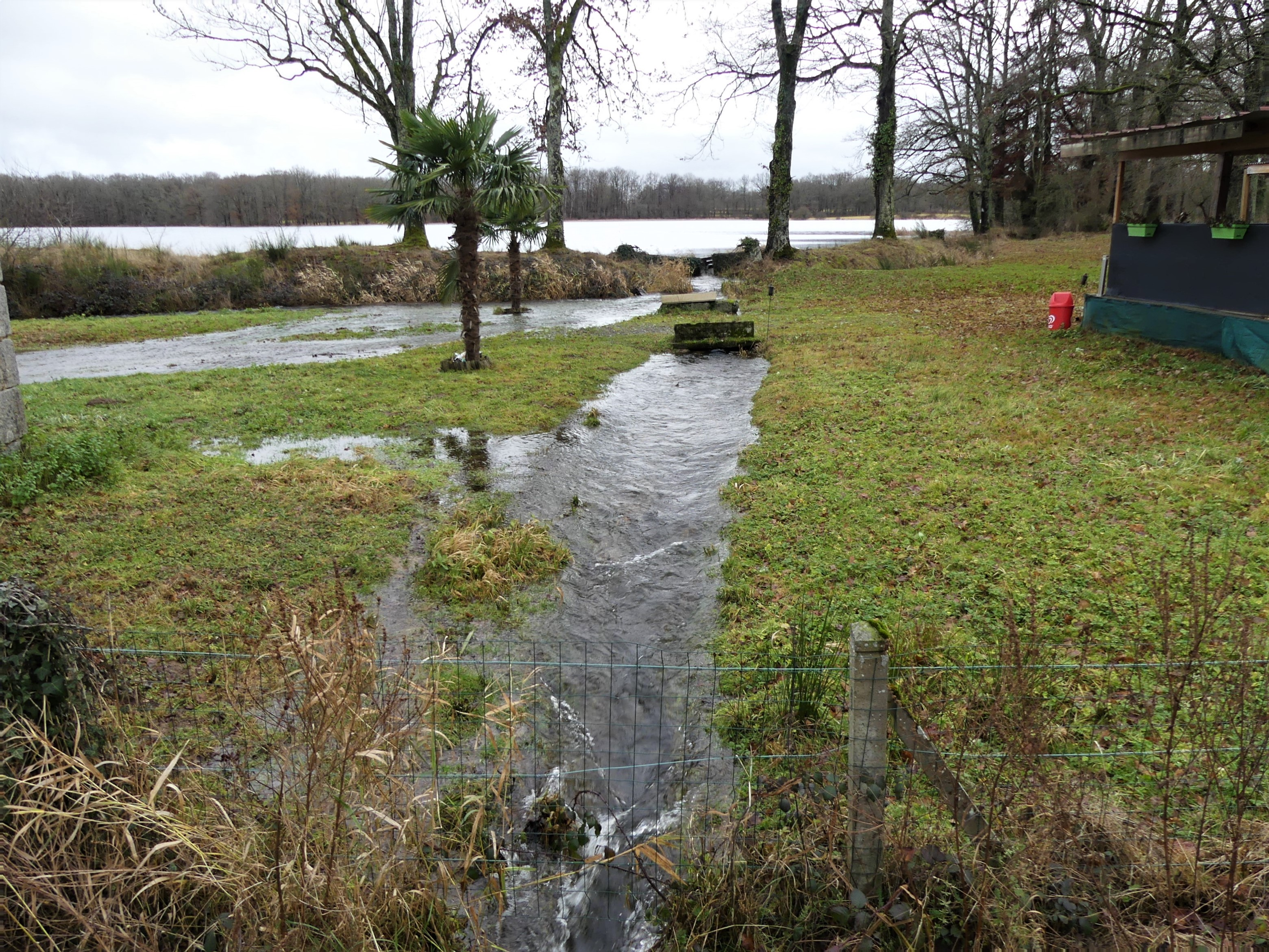
Le ruisseau de l'étang Pinaud entre l'étang et la RD 55.
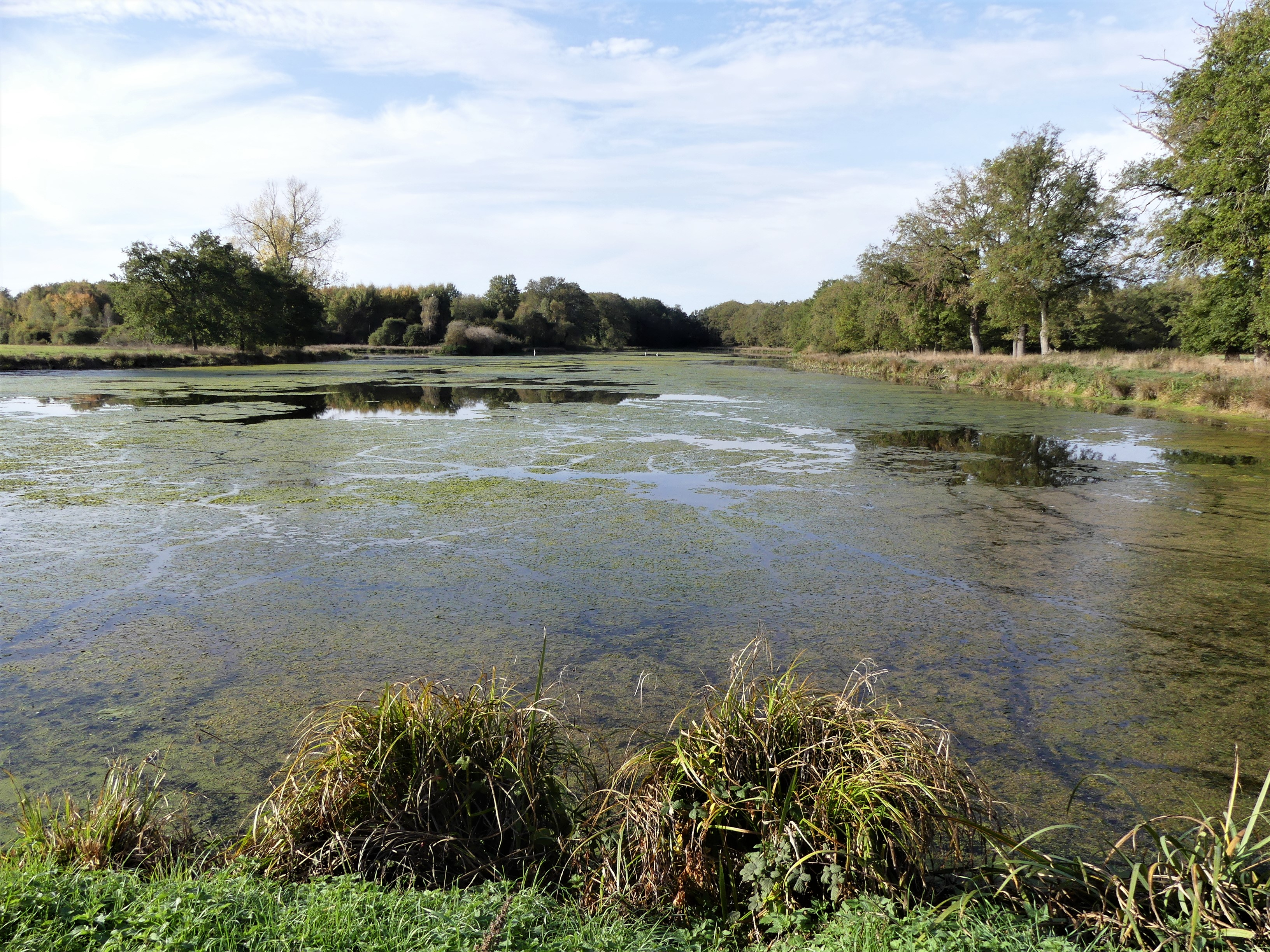
L'étang de Tiolet.